# Peter Reid (football)
Pour les articles homonymes, voir Peter Reid et Reid.
Peter Reid est un footballeur anglais né le 20 juin 1956 à Huyton.
Surnommé « Reidy », il évoluait au poste de milieu défensif.
Aussi connu pour être "celui qui court avec le numéro 16" derriere Maradona lors de son magnifique but avec l'Argentine lors de la Coupe du monde 1986.

## Carrière

### Joueur
- 1974-1982 : Bolton Wanderers  Angleterre
- 1982-1989 : Everton  Angleterre
- 1989-1990 : Queens Park Rangers  Angleterre
- 1990-1993 : Manchester City  Angleterre
- 1993-1994 : Southampton  Angleterre
- 1994 : Notts County  Angleterre
- 1994-1995 : Bury FC  Angleterre

### Entraîneur
- 1990-1993 : Manchester City
- 1995 : Angleterre
- 1995-2002 : Sunderland
- 2003 : Leeds United
- 2004-2005 : Coventry City
- 2008-Sept. 2009 :  Thaïlande
- 2010-2014: Plymouth
- 2014 : Mumbai City FC

## Palmarès

### Joueur
- 13 sélections et 0 but avec l'équipe d'Angleterre entre 1985 et 1988
- Vainqueur de la Coupe d'Europe des vainqueurs de coupe en 1985 avec Everton
- Champion d'Angleterre en 1985 et 1987 avec Everton
- Vainqueur de la Coupe d'Angleterre (FA Cup) en 1984 avec Everton
- Vainqueur du Charity Shield en 1984, 1985, 1986 et 1987 avec Everton
- Champion d'Angleterre de D2 en 1978 avec Bolton
- Élu joueur de l'année du championnat d'Angleterre en 1985

### Entraîneur
- Champion d'Angleterre de D2 en 1996 et 1999 avec Sunderland
- Vainqueur de la T&T Cup en 2008 avec la  Thaïlande